# عسلة نقدية الأوراق
عسلة نقدية الأوراق أو لونيسيرية نقدية الأوراق أو صريمة الجدي نقدية الأوراق (الاسم العلمي:Lonicera nummulariifolia) هي نوع من النباتات يتبع جنس العسلة من الفصيلة المعزية الورق.